# Spoor (beek)
De Spoor (Duits: Spoorbach) is een beek in de Belgische provincie Luik. De bron van de Spoor bevindt zich in de Hoge Venen nabij de nationale weg Eupen-Monschau. De beek loopt hoofdzakelijk in zuidwestelijke richting en mondt uit in de Helle.